# Projecció ortogràfica

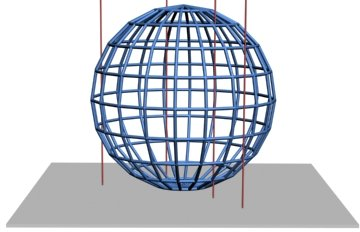
Esquema il·lustratiu d'una projecció azimutal ortogràfica

La projecció ortogràfica és una projecció azimutal que representa un globus de la Terra vist en perspectiva des d'una distància infinita: els raigs de llum són paral·lels entre si, i perpendiculars al pla de projecció. Aquesta projecció no és equivalent (distorsiona les àrees relatives) i no és conforme (distorsiona les formes i els angles).
Amb aquesta projecció, només es pot mostrar alhora un sol hemisferi amb el centre de projecció (el punt de l'esfera tangent al pla de projecció) al centre del mapa. La distorsió d'àrees i angles creix cap a les vores del mapa. La circumferència externa del mapa representa tots els punts a 90 graus de distància del centre.
Si el centre del mapa és un dels pols, els meridians apareixen representats rectes i els paral·lels com cercles concèntrics. Si el centre del mapa és a l'equador, el meridià central i els paral·lels apareixen representats rectes, els altres meridians apareixen com arcs de cercle.
Suposant una escala i un centre de projecció amb longitud long0 i latitud lat0, aquestes són les equacions generals per a obtenir les coordenades cartesianes x, y en el pla per al lloc amb longitud long i latitud lat:
x = escala * cos(lat) * sin(long - long0)
y = escala * (cos(lat0) * sin(lat) - sin(lat0) * cos(lat) * cos(long - long0))
La projecció ortogràfica és un sistema de representació gràfica consistent a representar elements geomètrics o volums en un pla, mitjançant projecció ortogonal; s'obté de manera semblant a l'"ombra" generada per un "focus de llum" procedent d'una font molt llunyana. El seu aspecte és el d'una fotografia de la Terra.
- La projecció polar es caracteritza pel fet que tots els meridians són línies rectes i la distància entre paral·lels disminueix segons ens allunyem del centre. La distància entre paral·lels o meridians depèn de l'escala, així que quan disminueix la distància disminueix l'escala i quan augmenta la distància augmenta l'escala.

- La projecció equatorial es caracteritza pel fet que els paral·lels són línies rectes. També és una línia recta el meridià central. A mesura que ens allunyem del centre l'escala disminueix. Els meridians tenen forma d'arc.

- La projecció obliqua també es caracteritza pel fet que els paral·lels i els meridians s'acosten a mesura que s'allunyen del centre.